# Köse Bahir Mustafa Pascià
Köse Bahir Mustafa Pascià, il suo epiteto Köse significa "senza barba", é conosciuto anche come Çorlulu Bahir Mustafa Pascià (Çorlu, ... – Mitilene, 23 luglio 1765) è stato un politico ottomano. Prima di essere nominato Gran Visir, ricopriva l'incarico di Mirahur (stalliere capo di palazzo).

## Primo mandato
Fu nominato gran visir dal sultano Mahmud I il 1º luglio 1752, ma quando il sultano morì il 14 dicembre 1754, il nuovo sultano Osman III destituì Köse Bahir Mustafa Pascià dall'incarico il 17 febbraio 1755. Fu esiliato a Midilli (Mitilene) sull'isola di Lesbo (oggi greca). Successivamente fu trasferito in Morea (ora in Grecia).

## Secondo mandato
Il suo secondo mandato come gran visir fu piuttosto breve. Fu nominato il 30 aprile 1756 e fu destituito il 3 dicembre 1756. Fu esiliato a Rodi (ora un'isola greca) Ma il nuovo gran visir Koca Mehmed Ragıp Pascià, che era amico di Köse Bahir Pascià e lo aiutò ad essere nominato governatore in vari posti a Midilli e Eğriboz (Eubea, ora un'isola greca). L'11 giugno 1758 fu nominato governatore dell'Egitto, carica che mantenne fino al 1762. Sebbene fosse stato nominato al governatorato di Aleppo (ora in Siria), rifiutò di andarci.

## Terzo mandato
Il suo ultimo mandato come gran visir iniziò il 1º novembre 1763 durante il regno di Mustafa III, ma venne accusato di corruzione e fu destituito il 30 marzo 1765. Il mese successivo fu giustiziato a Midilli.